# Infección neonatal
Las infecciones neonatales son infecciones del neonato (recién nacido) adquiridas durante el desarrollo prenatal o en las primeras cuatro semanas de vida (periodo neonatal). Las infecciones neonatales pueden contraerse por transmisión de madre a hijo, en el canal de parto durante el parto, o contraerse después del nacimiento. Algunas infecciones neonatales se manifiestan poco después del parto, mientras que otras pueden desarrollarse en el periodo postnatal. Algunas infecciones neonatales, como el VIH, la hepatitis B y la malaria, no se manifiestan hasta mucho después.
El riesgo de infección es mayor en los recién nacidos prematuros o de bajo peso. El síndrome de dificultad respiratoria infantil suele ser una afección de los neonatos prematuros que puede tener consecuencias negativas a largo plazo; también puede surgir tras una infección. En algunos casos, las enfermedades neonatales del tracto respiratorio pueden aumentar la susceptibilidad a futuras infecciones respiratorias y respuestas inflamatorias relacionadas con enfermedades pulmonares.
Los antibióticos pueden ser eficaces para las infecciones neonatales, especialmente cuando el patógeno se identifica rápidamente. En lugar de depender únicamente de las técnicas de cultivo, la identificación de patógenos ha mejorado sustancialmente con el avance de la tecnología; sin embargo, la reducción de la mortalidad neonatal no ha seguido el ritmo y sigue siendo del 20% al 50%. Aunque los neonatos prematuros tienen un riesgo especialmente alto, todos los neonatos pueden desarrollar una infección. La infección neonatal también puede estar asociada a la rotura prematura de membranas (rotura de la bolsa amniótica), que aumenta sustancialmente el riesgo de sepsis neonatal al permitir la entrada de bacterias en el útero antes del nacimiento del bebé. La infección neonatal puede ser angustiosa para la familia e inicia un esfuerzo concentrado para tratarla por parte de los médicos. Se está investigando para mejorar el tratamiento de las infecciones y el tratamiento profiláctico de la madre para evitar las infecciones del bebé.

## Causas
En los países industrializados, el tratamiento de las infecciones neonatales tiene lugar en la unidad de cuidados intensivos neonatales (UCIN). Las causas y motivos de las infecciones neonatales son múltiples. El origen de las bacterias infecciosas y algunos otros patógenos suele ser el tracto gastrointestinal y genitourinario materno. Muchas de las infecciones maternas por estos organismos son asintomáticas en la madre. Otras infecciones maternas que pueden transmitirse al bebé en el útero o durante el parto son las infecciones bacterianas y víricas de transmisión sexual. La capacidad del lactante para resistir la infección está limitada por su sistema inmunitario inmaduro. Los agentes causantes de la infección neonatal son bacterias, virus y hongos. Además, el sistema inmunitario del neonato puede responder de formas que pueden crear problemas que complican el tratamiento, como la liberación de sustancias químicas inflamatorias. Los defectos congénitos del sistema inmunitario también afectan a la capacidad de los bebés para combatir la infección.

### Bacterias

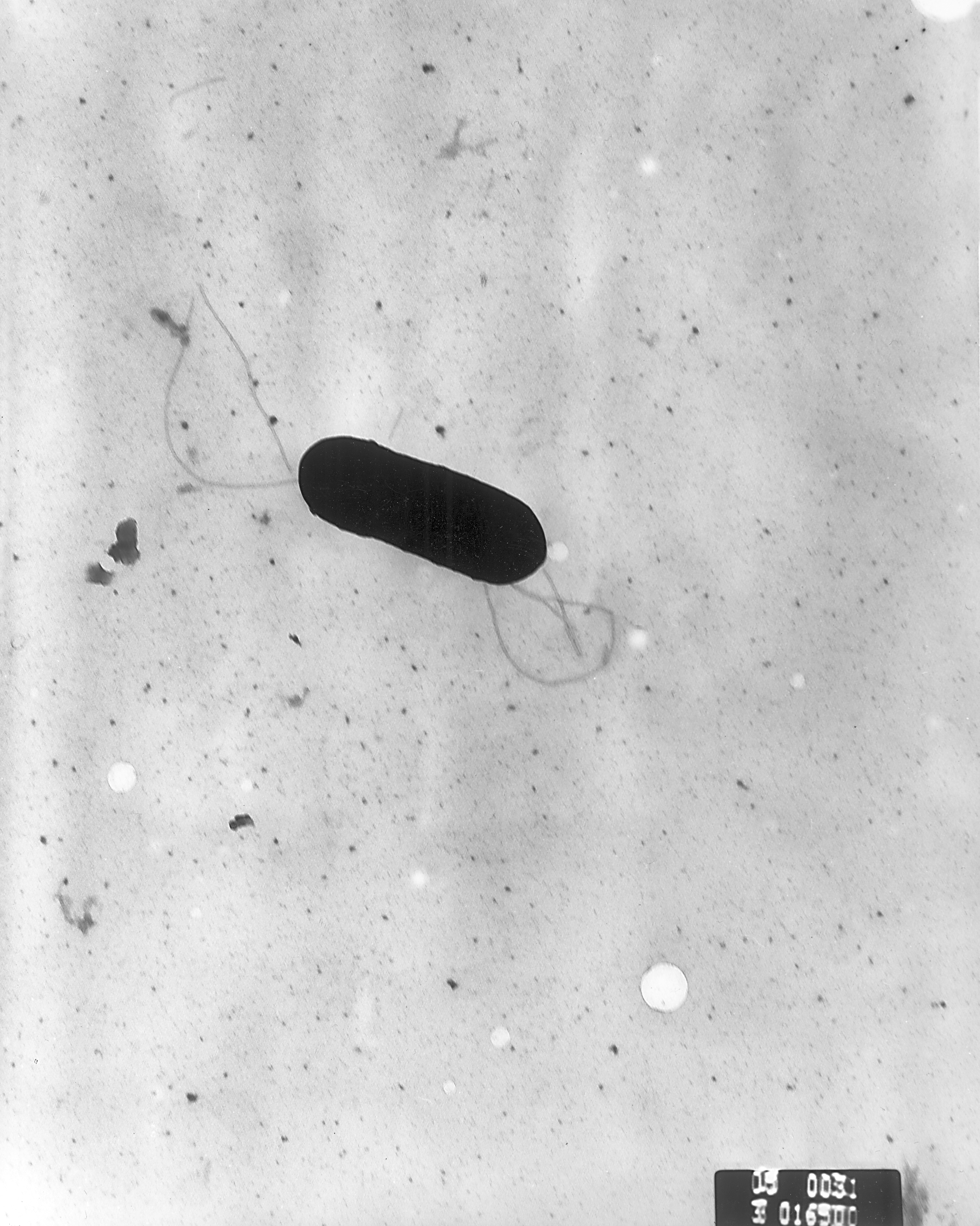
Listeria monocytogenes

Los estreptococos del grupo B suelen ser la causa de la mayoría de las infecciones de aparición temprana en el neonato.
Este patógeno se transmite verticalmente (directamente de la madre) al lactante. Los bacilos entéricos que se originan en el sistema digestivo de la madre se han vuelto tan frecuentes como los patógenos del estreptococo del grupo B y actualmente tienen la misma probabilidad de causar infecciones. Con los avances en la prevención de las infecciones por estreptococos del grupo B, las infecciones por Escherichia coli resistentes a los β-lactámicos han aumentado como causa de muertes neonatales en bebés de muy bajo peso y prematuros. También se diagnostican infecciones por Staphylococcus aureus, pero no con tanta frecuencia como las infecciones por estreptococos del grupo B.
La Listeria monocytogenes también puede causar una infección adquirida a partir de alimentos contaminados y presentes en la madre. La presencia de este patógeno puede determinarse a veces por los síntomas que aparecen como enfermedad gastrointestinal en la madre.
La infección neonatal también puede producirse en bebés a término y postérmino. Las infecciones que se desarrollan un mes después del nacimiento del bebé son más probables debido a bacterias Gram-positivas y estafilococos coagulasa positivos. La infección materna adquirida y la posterior inflamación por Ureaplasma urealyticum se acompañan de una fuerte respuesta inmunitaria y se correlacionan con la necesidad de ventilación mecánica prolongada.
El Clostridium tetani puede causar una forma generalizada de tétanos en el neonato. Suele ocurrir cuando la madre no ha sido vacunada contra el tétanos y el bebé no ha adquirido inmunidad pasiva. La región del cordón umbilical es la más susceptible.
Otros patógenos bacterianos son Streptococcus agalactiae, Streptococcus pyogenes, Streptococcus viridans, Streptococcus pneumoniae, Haemophilus influenzae y Pseudomonas aeruginosa.

### Virus

#### VIH
La infección por el virus de la inmunodeficiencia humana tipo I (VIH) puede producirse durante el parto, en el útero a través de la transmisión de madre a hijo o en el periodo postnatal a través de la lactancia. La transmisión puede producirse durante el embarazo, el parto o la lactancia. La mayoría de las transmisiones se producen durante el parto. En las mujeres con niveles bajos detectables del virus, la incidencia de la transmisión es menor. El riesgo de transmisión puede reducirse:
- proporciondo terapia antirretroviral durante el embarazo e inmediatamente después del parto
- dando a luz por cesárea
- no amamantando
- proporciondo profilaxis antirretroviral en los bebés nacidos de madres con VIH.[19]

Un número reducido de mujeres cuyo estado serológico se desconoce hasta después del parto, no se beneficia de las intervenciones que podrían ayudar a reducir el riesgo de transmisión del VIH de madre a hijo.

#### Citomegalovirus
El 60% de las madres de niños prematuros están infectadas por el citomegalovirus (CMV). La infección es asintomática en la mayoría de los casos, pero entre el 9% y el 12% de los recién nacidos prematuros de bajo peso al nacer infectados presentan una infección grave, similar a la sepsis. La duración de la infección por CMV puede ser larga y dar lugar a una neumonitis asociada a la fibrosis. La infección por CMV en los lactantes tiene un efecto inesperado en los glóbulos blancos del sistema inmunitario que provoca su envejecimiento prematuro. Esto conduce a una reducción de la respuesta inmunitaria similar a la encontrada en los ancianos.

#### VHS
El virus del herpes simple (VHS) puede infectar al bebé durante el parto. La mayoría de las mujeres con herpes genital HVS desarrollan una infección asintomática durante el embarazo. La inoculación del VHS de la madre al feto tiene una alta probabilidad de producirse. Las madres que son tratadas con profilaxis antiviral son menos propensas a tener un caso activo y sintomático en el momento del nacimiento. Se ha demostrado que las madres que han recibido medicación antiviral profiláctica tienen menos probabilidades de requerir una cesárea. En el momento del parto, las madres tratadas con medicación antivírica son menos propensas a tener un foco viral en el momento del nacimiento.

#### Zika
La fiebre Zika es causada por un virus que es adquirido por la madre y luego se transmite al bebé en el útero. El Centro Europeo para la Prevención y el Control de las Enfermedades (ECDC) está preocupado por la posibilidad de que esta infección viral pueda causar microcefalia en los recién nacidos.

#### Rubéola
La rubéola congénita sigue siendo un riesgo que es mayor entre las mujeres inmigrantes procedentes de países sin programas de vacunación adecuados.

#### Hepatitis
Hay cinco virus específicos del hígado (hepatitis A, B, C, D, E) que pueden dañar a la madre y al niño. La infección aguda por el virus de la hepatitis A o la infección aguda por el virus de la hepatitis E presentan el mayor riesgo para la salud de la madre y el feto y un mayor riesgo de resultados adversos del embarazo. Los virus de la hepatitis B, C y D presentan un riesgo de transmisión de madre a hijo, pero dependen de la gravedad de la enfermedad subyacente en la madre. Sin embargo, el virus de la hepatitis B es la principal causa de infección neonatal
- La hepatitis A es un virus de ARN monocatenario sin envoltura que se transmite por vía fecal-oral, siendo los principales modos de transmisión el contacto personal estrecho o la ingestión de alimentos o agua contaminados. Durante el embarazo, la hepatitis A puede causar desprendimiento de la placenta, rotura prematura de membranas y aumento de las tasas de parto prematuro.[25]
- La hepatitis B es un virus de ADN de doble cadena con envoltura que se propaga por exposición a la sangre, siendo las principales vías de transmisión la sanguínea, la sexual o la perinatal. Durante el embarazo, la infección aguda por hepatitis B puede provocar un mayor riesgo de parto prematuro, bajo peso al nacer y mayor riesgo de diabetes mellitus gestacional. La infección crónica por hepatitis B es la mayor preocupación a nivel mundial. La infección crónica por hepatitis B puede provocar una insuficiencia hepática aguda y un aumento de los brotes de alanina aminotransferasa. También existe un mayor riesgo de transmisión de madre a hijo y se produce durante el parto del neonato de una madre infectada. Algunos neonatos infectados desarrollarán una hepatitis B aguda y sintomáticamente presentarán distensión abdominal, ictericia, heces de color arcilla y retraso en el desarrollo. Sin embargo, la mayoría de los neonatos infectados serán asintomáticos, pero tendrán antígenos de superficie de la hepatitis B persistentes en la sangre y niveles elevados de transaminasas.[25][26]
- La hepatitis C es un virus de ARN monocatenario con envoltura que se propaga por exposición a la sangre, siendo las principales vías de transmisión la sanguínea, la sexual o la perinatal. La infección crónica por el virus de la hepatitis C puede influir en los resultados del embarazo, como el aumento de las tasas de niños pequeños para la edad gestacional, la muerte intrauterina, el bajo peso al nacer y el parto prematuro, pero no se ha observado una asociación clara entre estos resultados adversos y la infección por hepatitis C. También existe un mayor riesgo de transmisión de madre a hijo y es atribuible en gran medida a los acontecimientos que se producen durante el proceso del parto.[25]
- La hepatitis D es un virus de ARN monocatenario que se propaga por exposición a la sangre, siendo las principales vías de transmisión la sanguínea, la sexual o la perinatal. Hay pocas investigaciones sobre los efectos de la infección por hepatitis D en los resultados fetales o infantiles, pero se cree que los efectos son similares a los de la infección por hepatitis B.[25]
- La hepatitis E es un virus de ARN monocatenario sin envoltura que se transmite por vía fecal-oral, siendo los principales modos de transmisión el contacto personal estrecho o la ingestión de alimentos o agua contaminados. Durante el embarazo, las infecciones agudas por hepatitis E provocan un aumento de los resultados adversos del embarazo, como el aumento de la morbilidad y la mortalidad materna y fetal, la insuficiencia hepática aguda y las complicaciones asociadas al parto prematuro.[25]

### Otro
Otras infecciones víricas, como el virus respiratorio sincitial (VRS), el metapneumovirus (hMPV), el rinovirus, la parainfluenza (PIV) y el coronavirus humano en el período neonatal se asocian con sibilancias recurrentes en la infancia posterior. Las infecciones por VRS pueden ser prolongadas. Los bebés prematuros nacidos con menos de 32 semanas de gestación tienen más días de tos y sibilancias al año de edad que los no infectados por el VRS.

### Hongos
En los lactantes de muy bajo peso al nacer (MBPN), la infección fúngica sistémica es una infección intrahospitalaria con graves consecuencias. Los patógenos suelen ser Candida albicans y Candida parapsilosis . Un pequeño porcentaje de infecciones fúngicas están causadas por Aspergillus, Zygomycetes, Malassezia y Trichosporon. La infección suele ser de aparición tardía. Hasta el 9% de los recién nacidos con peso al nacer <1.000 g desarrollan estas infecciones fúngicas que conducen a la sepsis o la meningitis. Hasta un tercio de estos bebés puede morir. La candidiasis se asocia a retinopatía, prematuridad y consecuencias negativas para el neurodesarrollo. Candida puede colonizar el tracto gastrointestinal de los bebés de bajo peso al nacer (LBI). Esta colonización gastrointestinal suele ser un precursor de una infección invasiva más grave. El riesgo de infección grave por cándida aumenta cuando se dan múltiples factores. Estos son: la trombocitopenia, la presencia de dermatitis candidiásica, el uso de esteroides sistémicos, pesos al nacer <1.000 g, la presencia de un catéter central, el aplazamiento de la alimentación enteral, el parto vaginal y el tiempo de administración de antibióticos de amplio espectro.

### Protozoos
Los bebés que nacen con paludismo pueden estar infectados por diversas especies; Plasmodium vivax, Plasmodium malariae, Plasmodium ovale y Plasmodium falciparum. En la mayoría de los casos el paludismo congénito está causado por P. vivax y P. falciparum. Las mujeres que viven en zonas donde el paludismo es prevalente y común están expuestas repetidamente a la malaria. En respuesta a la infección materna, las madres desarrollan anticuerpos antipalúdicos. Es probable que los anticuerpos presentes en la madre ofrezcan protección al bebé. La infección bacteriana puede desarrollarse con el paludismo.
Los bebés infectados por el protozoo Toxoplasma gondii en el útero pueden nacer con coriorretinitis o toxoplasmosis ocular. A nivel mundial, es la causa más común de infecciones del fondo del ojo (segmento posterior). El signo más común es la disminución de la visión en un ojo. Otros signos y síntomas pueden aparecer después del periodo neonatal e incluyen: desarrollo de coriorretinitis más tarde en la vida, calcificación intracraneal hidrocefalia o anomalías del sistema nervioso central.

## Factores de riesgo
Los factores de riesgo son aquellas condiciones que aumentan la probabilidad de que un bebé nazca con una infección o la desarrolle.
| Factor                                                                              | Notas | Referencias               |
| ----------------------------------------------------------------------------------- | --- | ------------------------- |
| parto pretérmino                                                                    | nacimiento antes de las 40 semanas de gestación                                                                  | [ 8 ]                     |
| aspiración de meconio                                                               | inspiración de las heces en el útero                                                                             | [ 14 ]                    |
| endometritis posparto                                                               | inflamación del útero después del parto                                                                          | [ 14 ]                    |
| bajo peso al nacer                                                                  | < 40 semanas de gestación                                                                                        | [ 8 ] [ 15 ]              |
| rotura prematura de la membrana                                                     | <12 horas | [ 5 ] [ 8 ] [ 15 ] [ 30 ] |
| rotura prematura de membranas prolongada                                            | >12 horas | [ 5 ] [ 30 ]              |
| inicio de parto prematuro                                                           | el parto comienza antes de las 40 semanas de gestación                                                           | [ 8 ] [ 15 ]              |
| corioamnionitis                                                                     | inflamación de las membranas fetales (amnios y corion) debido a una infección bacteriana                         | [ 8 ]                     |
| secreción vaginal                                                                   | una secreción anormal puede ser el resultado de una infección                                                    | [ 8 ]                     |
| útero sensible                                                                      | molestias al examinar el útero                                                                                   | [ 31 ]                    |
| ruptura de membranas                                                                | <12 horas | [ 5 ]                     |
| rotura prolongada de membranas                                                      | >12 horas | [ 8 ] [ 31 ]              |
| infección de patógenos en el útero                                                  | el período de infección permite el crecimiento logarítmico de los patógenos                                      | [ 7 ]                     |
| infección urinaria maternal                                                         | infección de la vejiga y/o del riñón                                                                             | [ 8 ]                     |
| parto prolongado                                                                    | | [ 31 ]                    |
| exámenes vaginales durante el parto                                                 | el riesgo aumenta con el número de exámenes vaginales durante el parto                                           | [ 8 ] [ 31 ]              |
| colonización materna con estreptococos del grupo B                                  | la presencia de esta bacteria suele ser asintomática                                                             | [ 5 ] [ 8 ]               |
| bebé prematuro con infección por EGB de inicio temprano                             | | [ 8 ] [ 31 ]              |
| género                                                                              | los hombres son más susceptibles; este riesgo disminuye después de tratar el síndrome de dificultad respiratoria | [ 15 ]                    |
| nacimiento múltiple                                                                 | el riesgo aumenta para el primogénito                                                                            | [ 15 ]                    |
| suplemento de hierro                                                                | el hierro es un factor de crecimiento para algunas bacterias                                                     | [ 15 ]                    |
| fiebre materna intraparto                                                           | > 38 °C | [ 8 ] [ 30 ]              |
| después de la inserción de la línea intravenosa                                     | puede introducir patógenos en la circulación                                                                     | [ 15 ]                    |
| sistema inmunitario inmaduro                                                        | | [ 15 ]                    |
| procedimientos médicos invasivos                                                    | puede introducir patógenos en la circulación                                                                     | [ 15 ]                    |
| hipoxia                                                                             | reanimación inesperada después del nacimiento                                                                    | [ 15 ] [ 31 ]             |
| bajo nivel socioeconómico                                                           | | [ 15 ]                    |
| hipotermia                                                                          | temperatura de la sangre relativamente baja                                                                      | [ 15 ]                    |
| acidosis metabólica                                                                 | un desequilibrio del pH en la sangre                                                                             | [ 15 ]                    |
| complicaciones obstétricas                                                          | | [ 15 ]                    |
| prevalencia de bacterias resistentes en la unidad de cuidados intensivos neonatales | poblaciones nosocomiales                                                                                         | [ 15 ]                    |
| exposición materna al Toxoplasmosis gondii                                          | un parásito presente en la arena de los gatos y en los excrementos de otros animales                             | [ 29 ]                    |

| Factor                                           | Notas                                           | Referencias |
| ------------------------------------------------ | ----------------------------------------------- | ----------- |
| después de la inserción de una línea intravenosa | hipotermia                                      |             |
|                                                  | mala alimentación                               |             |
|                                                  | letargo                                         |             |
|                                                  | más probabilidades de desarrollar osteoartritis |             |
|                                                  | infección de tejidos blandos                    |             |
|                                                  | meningitis                                      | [ 15 ]      |
|                                                  | madre que reside en área de malaria endémica    | [ 27 ]      |

El riesgo de desarrollar infecciones relacionadas con el catéter se ve compensado por el aumento de la tasa de supervivencia de los bebés prematuros que presentan una sepsis de inicio temprano. La administración intravenosa de inmunoglobina profiláctica mejora la inmunidad del lactante inmaduro y se utiliza para el tratamiento.

## Mecanismo

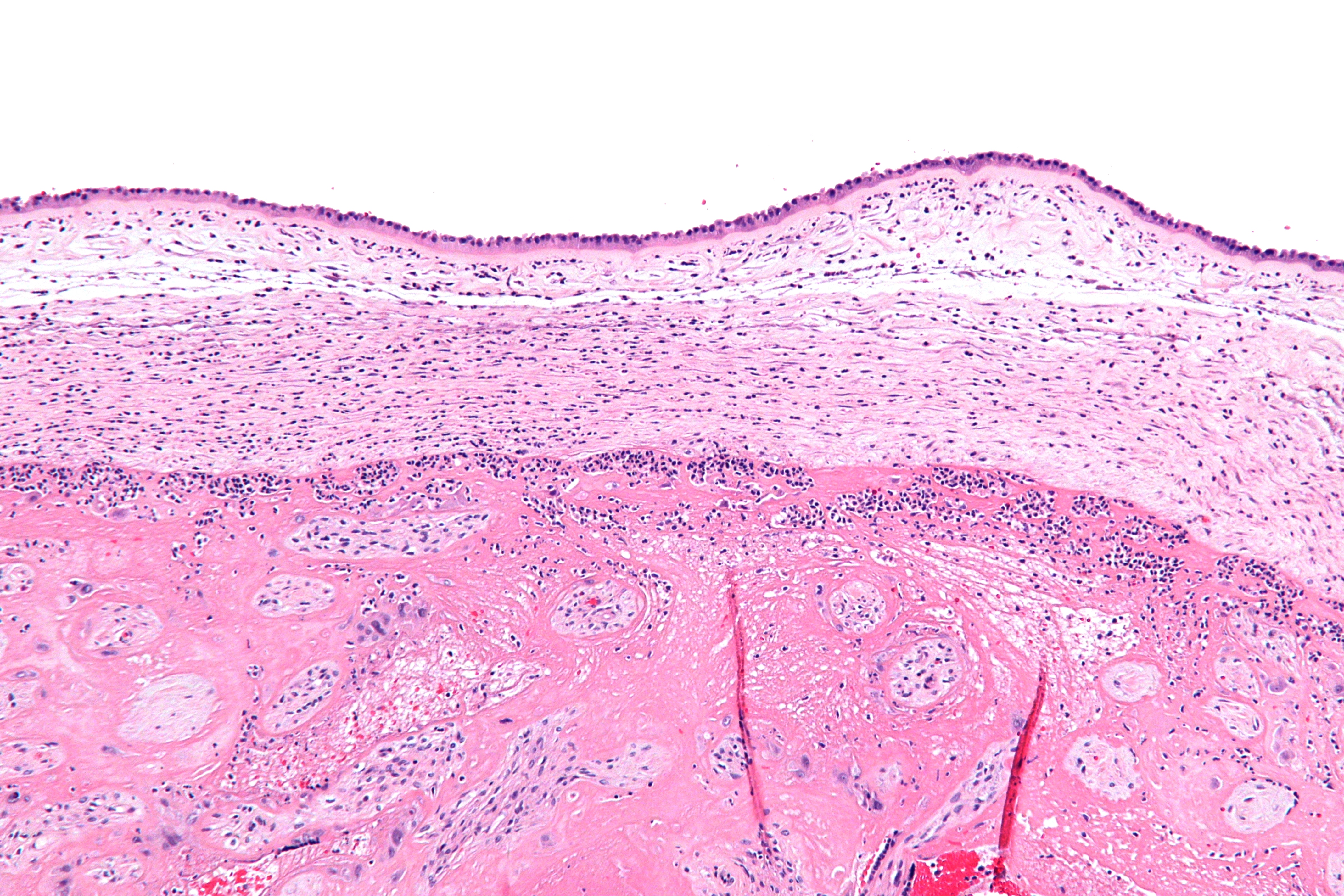
Corioamnionitis

La inflamación acompaña a la infección y es probable que complique el tratamiento y la recuperación. La inflamación está relacionada con un menor crecimiento de los pulmones del bebé prematuro.

### Patogénesis
La reciente identificación de la presencia de microorganismos en fluidos corporales materno-infantiles que antes se consideraban estériles ha proporcionado una explicación para la presencia de la respuesta inflamatoria tanto en la madre como en el bebé. El 61% de las mujeres embarazadas con corioamnionitis, o inflamación del líquido amniótico, estaban infectadas por microorganismos. A menudo, había más de un patógeno. En el quince por ciento de las embarazadas, la inflamación seguía siendo evidente aunque no hubiera evidencia de patógenos. Esto puede indicar que hay otras causas. Un alto porcentaje, entre el 51% y el 62%, de las embarazadas que presentaban corioamnionitis también tenían inflamación de la placenta.

## Diagnóstico
El diagnóstico de la infección se basa en la recuperación del agente patógeno o los agentes patógenos de los lugares típicamente estériles de la madre o el bebé. Por desgracia, hasta la mitad de las mujeres embarazadas son asintomáticas con una infección de gonorrea y otras infecciones de transmisión sexual. Las muestras se obtienen de orina, sangre o líquido cefalorraquídeo. El diagnóstico de la infección también puede verse favorecido por el uso de pruebas más inespecíficas, como la determinación del recuento total de glóbulos blancos, los niveles de citoquinas y otros análisis de sangre y signos.
| Signos de infección                  | Notas | Referencias         |
| ------------------------------------ | --- | ------------------- |
| hemograma anormal                    | buscando signos de infección en la sangre: aumento del recuento de glóbulos blancos; presencia de neutrófilos inmaduros            | [ 5 ] [ 31 ]        |
| proteína C reactiva                  | una sustancia química en la sangre que muestra que el sistema inmunitario del bebé está reaccionando activamente a las infecciones | [ 5 ] [ 31 ] [ 35 ] |
| uso de los músculos accesorios       | utilizar los músculos intercostales para ayudar a respirar                                                                         | [ 31 ]              |
| taquicardia                          | un ritmo cardíaco más rápido de lo normal                                                                                          | [ 5 ]               |
| bradicardia                          | un ritmo cardíaco más lento de lo normal                                                                                           | [ 5 ]               |
| recesión torácica                    | | [ 31 ]              |
| dificultad respiratoria              | el bebé tiene problemas para respirar                                                                                              | [ 31 ] [ 5 ]        |
| aleteo nasal                         | las fosas nasales del bebé se expanden cuando inhala                                                                               | [ 31 ]              |
| gruñido espiratorio                  | un sonido de esfuerzo cuando el bebé exhala                                                                                        | [ 31 ] [ 36 ]       |
| apnea                                | el bebé deja de respirar | [ 31 ] [ 5 ]        |
| sarpullido                           | | [ 31 ]              |
| cultivo urinario positivo            | | [ 5 ]               |
| líquido cefalorraquídeo positivo     | | [ 5 ]               |
| otros cultivos positivos             | de los ojos, canal auditivo, ombligo, axila, ano                                                                                   | [ 5 ]               |
| letargo                              | el bebé parece cansado y tiene movimientos lentos o inexistentes                                                                   | [ 31 ] [ 5 ]        |
| hipotonía                            | los músculos parecen flácidos y débiles                                                                                            | [ 5 ] [ 31 ]        |
| hipotermia                           | | [ 5 ]               |
| irritabilidad                        | el bebé parece estar incómodo y le cuesta calmarse                                                                                 | [ 5 ] [ 31 ]        |
| llanto débil                         | | [ 31 ]              |
| neumonía                             | | [ 5 ]               |
| mala perfusión                       | mala circulación | [ 5 ] [ 31 ]        |
| hipotensión                          | presión arterial baja | [ 31 ]              |
| acidosis                             | desequilibrio del pH en la sangre                                                                                                  | [ 5 ] [ 31 ]        |
| diarrea                              | heces acuosas y sin forma | [ 31 ]              |
| mala alimentación                    | | [ 5 ]               |
| necesidad de oxígeno                 | | [ 5 ]               |
| fontanela abultada                   | el punto blando de la cabeza está abultado                                                                                         | [ 31 ]              |
| convulsiones                         | | [ 5 ] [ 31 ]        |
| fiebre                               | | [ 5 ]               |
| coagulación intravascular diseminada | coagulación generalizada de la sangre                                                                                              | [ 31 ]              |
| insuficiencia renal                  | los riñones no funcionan | [ 31 ]              |
| bacteriemia                          | bacterias cultivadas de la sangre del recién nacido                                                                                | [ 5 ]               |

### Infección viral
Los síntomas y el aislamiento del patógeno del virus del tracto respiratorio superior es el diagnóstico. La identificación del virus se realiza mediante métodos inmunológicos específicos y PCR. La presencia del virus puede confirmarse rápidamente mediante la detección del antígeno del virus. Los métodos y materiales utilizados para la identificación del virus RSV tienen una especificidad y una sensibilidad que se acercan al 85% al 95%. No todos los estudios confirman esta sensibilidad. La detección del antígeno tiene tasas de sensibilidad comparativamente más bajas que se acercan al 65% al 75%.

### Infección por protozoos
La malaria congénita tiene su propio conjunto de signos:
| Signos de infección por paludismo congénito | Notas                                 | Referencias |
| ------------------------------------------- | ------------------------------------- | ----------- |
| esplenomegalia                              | vista ampliada                        |             |
| fiebre                                      |                                       |             |
| anemia                                      |                                       |             |
| ictericia                                   |                                       |             |
| mala alimentación                           |                                       |             |
| hepatomegalia                               | hígado agrandado                      |             |
| retraso en el desarrollo                    |                                       |             |
| heces blandas                               |                                       |             |
| irritabilidad                               |                                       |             |
| hiperbilirrubinemia                         |                                       |             |
| infección del sistema nervioso central      |                                       |             |
| ruptura esplénica                           |                                       |             |
| insuficiencia renal                         |                                       |             |
| fiebre de aguas negras                      | infección con P. falciparum solamente | [ 27 ]      |

### Sepsis neonatal
La sepsis neonatal del recién nacido es una infección que se ha extendido por todo el cuerpo. La respuesta inflamatoria a esta infección sistemática puede ser tan grave como la propia infección. En los bebés que pesan menos de 1.500 g, la sepsis es la causa más común de muerte. Entre el tres y el cuatro por ciento de los bebés por cada 1.000 nacimientos contraen sepsis. La tasa de mortalidad por sepsis se acerca al 25%. La sepsis infecciosa en un lactante puede identificarse mediante el cultivo de la sangre y el líquido cefalorraquídeo y, si se sospecha, suelen iniciarse los antibióticos intravenosos. La punción lumbar es controvertida, ya que en algunos casos se ha comprobado que no es necesaria, mientras que sin ella se estima que se pierde hasta un tercio de los lactantes con meningitis.

## Prevención
Para reducir la infección neonatal, en el Reino Unido y los Estados Unidos se realizan pruebas de detección del VIH, la hepatitis B y la sífilis en las mujeres embarazadas.
El tratamiento con un lavado vaginal con antibióticos antes del parto no previene la infección por bacterias estreptococos del grupo B (EGB). El tratamiento con clorhexidina vaginal antes del parto no previene las infecciones neonatales.
Dado que la bacteria del EGB puede colonizar el tracto reproductivo inferior del 30% de las mujeres, normalmente las embarazadas se someten a pruebas para detectar este patógeno entre las semanas 35 y 37 de embarazo. Antes del parto, el tratamiento de la madre con antibióticos reduce la tasa de infección neonatal. La prevención de la infección del bebé se realiza tratando a la madre con penicilina. Desde la adopción de este tratamiento profiláctico, la mortalidad infantil por infección de EGB ha disminuido en un 80%.
Las madres con herpes genital sintomático y que son tratadas con profilaxis antiviral son menos propensas a tener un caso activo y sintomático en el momento del nacimiento y puede reducir el riesgo de transmisión del VHS durante el parto. El parto por cesárea reduce el riesgo de infección del bebé
Se ha demostrado que la lactancia materna protege al recién nacido de algunas infecciones. La leche materna protege contra la enterocolitis necrotizante.
Las hepatitis A, B y D se pueden prevenir mediante la vacunación. La hepatitis A puede prevenirse mediante la inmunización contra el VHA, mientras que las hepatitis B y D pueden prevenirse mediante la inmunización contra el VHB.
La vacuna contra la hepatitis B es una de las dos primeras inyecciones que recibe un recién nacido. La otra es la vitamina K para prevenir el sangrado por deficiencia de vitamina K. En los casos en que la mujer embarazada sea positiva a la hepatitis B, el bebé recibirá una dosis adicional de inmunoglobulina contra la hepatitis B, además de la vacuna contra la hepatitis B, para evitar la transmisión de la enfermedad de la madre al bebé. La prevención de la hepatitis B es crucial ya que actualmente no hay cura.
En general, en un individuo no vacunado, la familia de las hepatitis víricas provoca daños en el hígado debido a una respuesta mediada por células a través de linfocitos citotóxicos. La hepatitis vírica aguda puede provocar ictericia, elevación de la bilirrubina, elevación de las enzimas hepáticas (transaminasa de aspartato, transaminasa de alanina y fosfatasa alcalina) y síntomas similares a los de la gripe. Es importante destacar que las infecciones neonatales agudas por el VHB evolucionan hacia la hepatitis B crónica en un 90% de los casos. Tanto en el caso de la hepatitis B como en el de la hepatitis D, las complicaciones más importantes a largo plazo son la progresión hacia la cirrosis y el carcinoma hepatocelular, que conllevan una elevada morbilidad y mortalidad.

## Tratamiento
El tratamiento de la infección neonatal suele iniciarse antes de que pueda confirmarse el diagnóstico de la causa. La infección neonatal puede tratarse profilácticamente con antibióticos. El tratamiento materno con antibióticos se utiliza principalmente para proteger contra el estreptococo del grupo B.
Las mujeres con antecedentes de herpes genital, pueden ser tratadas con medicamentos antivirales para prevenir las lesiones sintomáticas y la diseminación viral que podría infectar al bebé al nacer. Los medicamentos antivirales utilizados son aciclovir, penciclovir, valaciclovir y famciclovir. Sólo pueden detectarse cantidades muy pequeñas del fármaco en el feto. No hay un aumento de las anomalías relacionadas con el fármaco en el bebé que pueda atribuirse al aciclovir. No se han evaluado los efectos a largo plazo de los medicamentos antivirales tras el crecimiento y desarrollo del niño. La neutropenia puede ser una complicación del tratamiento con aciclovir de la infección neonatal por VHS, pero suele ser transitoria. El tratamiento con inmunoglobulina no ha demostrado ser eficaz y no se recomienda.

## Epidemiología
Hasta 3,3 millones de recién nacidos mueren cada año y el 23,4% de ellos fallece por una infección neonatal. Aproximadamente la mitad de las muertes causadas por sepsis o neumonía se producen en la primera semana después del parto. En los países industrializados, el tratamiento profiláctico con antibióticos de las madres identificadas con estreptococos del grupo B, la identificación temprana de la sepsis en el recién nacido y la administración de antibióticos al mismo han reducido la mortalidad. Se estima que el herpes neonatal en Norteamérica es de 5 a 80 por cada 100.000 nacidos vivos. La prevalencia del VHS es menor en las madres de fuera de Estados Unidos. En el Reino Unido la incidencia es mucho menor y se estima en 1,6 por cada 100.000 nacidos vivos. Aproximadamente entre el 70% y el 80% de los bebés infectados nacen de madres sin antecedentes de infección por VHS.
Entre las regiones con baja mortalidad neonatal se encuentran Europa, el Pacífico Occidental y América, que tienen tasas de sepsis que representan entre el 9,1% y el 15,3% del total de muertes neonatales en todo el mundo. Esto contrasta con el porcentaje del 22,5 al 27,2% del total de muertes en países con pocos recursos como Nigeria, la República Democrática del Congo, India, Pakistán y China.
En el Reino Unido, las proporciones de mujeres embarazadas que se someten a un nuevo cribado positivo para la hepatitis B, la sífilis y el VIH se han mantenido constantes desde 2010 en torno al 0,4%, el 0,14% y el 0,15%, respectivamente. Los niveles de prevalencia estimados entre las mujeres embarazadas para la hepatitis B y el VIH, incluyendo los diagnósticos previos, fueron más altos, con un 0,67% y un 0,27%. Las mujeres embarazadas evaluadas como susceptibles a la rubéola debido a los bajos niveles de anticuerpos han aumentado en más de un 60%, hasta un 7,2% aproximadamente. Sin embargo, este aumento se debe probablemente a los cambios en los métodos de prueba y los criterios de evaluación.
En Norteamérica, antes de la década de 1950, el estreptococo β-hemolítico del grupo A (GAS) era el patógeno más común asociado a la sepsis neonatal antes de la década de 1960. En los últimos veinte años, el patógeno más común que causa sepsis son los estafilococos coagulasa-negativos que existen como biofilms asociados a catéteres venosos centrales o arteriales infectados. Las infecciones pueden ser mortales y contribuyen a la morbilidad y discapacidad a largo plazo entre los bebés que sobreviven hasta la infancia. La sepsis neonatal afecta a 128 casos por cada 1000 nacidos vivos. Puede producirse una meningitis en el lactante séptico. Las mujeres embarazadas con VHS tienen un 75% de posibilidades de sufrir al menos un brote durante el embarazo. En estudios limitados se descubrió que los bebés de África nacidos de madres con malaria tienen un 7% de adquirir malaria congénita.

### Infecciones de inicio temprano
La sepsis de aparición temprana puede ocurrir en la primera semana de vida. Suele manifestarse en el primer día después del nacimiento. Este tipo de infección suele adquirirse antes del nacimiento del bebé. La rotura prematura de membranas y otras complicaciones obstétricas pueden aumentar el riesgo de sepsis de inicio temprano. Si la membrana amniótica se ha roto más de 18 horas antes del parto, el bebé puede tener más riesgo de sufrir esta complicación. La prematuridad, el bajo peso al nacer, la corioamnionitis, la infección del tracto urinario de la madre y/o la fiebre materna son complicaciones que aumentan el riesgo de sepsis de aparición temprana. La sepsis de inicio precoz está indicada por síntomas respiratorios graves. El bebé suele desarrollar neumonía, hipotermia o shock. La tasa de mortalidad es del 30 al 50%.

### Infecciones de aparición tardía
Las infecciones que se producen después de la primera semana de vida pero antes de los 30 días se consideran infecciones de aparición tardía. Las complicaciones obstétricas y maternas no suelen ser la causa de estas infecciones de aparición tardía; normalmente las adquiere el bebé en la unidad de cuidados intensivos neonatales del hospital. El uso generalizado de antibióticos de amplio espectro en la unidad de cuidados intensivos neonatales puede causar una mayor prevalencia de bacterias invasivas resistentes a los antibióticos. El síndrome de aspiración de meconio tiene una tasa de mortalidad ligeramente superior al 4%. Representa el 2% de todas las muertes neonatales.

## Investigación
La susceptibilidad al riesgo de infección y las deficiencias inmunológicas son áreas activas de investigación. Faltan estudios sobre el papel de los virus en las infecciones neonatales. También se sigue investigando el papel y el efecto protector de los microbiomas del intestino, la piel y otros seres humanos y la colonización durante el periodo neonatal. La comparación entre países ricos y pobres en recursos dificulta la comparación del éxito del diagnóstico, ya que las regiones industrializadas pueden confirmar el diagnóstico y la presencia de patógenos en el laboratorio clínico. Las pruebas clínicas pueden no estar disponibles en todos los entornos y los clínicos deben confiar en los signos de infección en el recién nacido. Los datos de investigación de África y el Sudeste Asiático son escasos.
El resultado de algunas investigaciones ha sido la identificación de herramientas y procedimientos de diagnóstico que podrían identificar a las madres con infección por estreptococos del grupo B en regiones con pocos recursos. Estos procedimientos serían fáciles y baratos de utilizar. Las madres infectadas podrían recibir un tratamiento profiláctico antes del nacimiento del bebé.
La administración de probióticos de especies de Lactobacillus ha mostrado cierto éxito.
tualmente se está probando una vacuna contra el EGB, pero no está disponible. Se calcula que la vacunación puede prevenir el 4% de las infecciones por EGB en los partos prematuros y el 60-70% de las infecciones neonatales por EGB en los Estados Unidos. Los beneficios previstos de la vacunación materna son la prevención de 899 casos de EGB y 35 muertes entre los bebés. El ahorro de costes en la prevención del EGB puede ser de más de 43 millones de dólares. La vacunación puede ser especialmente beneficiosa en los países de ingresos bajos y medios donde no es posible el cribado y el tratamiento profiláctico. Los analistas proyectan que la vacunación contra el EGB evitaría entre el 30 y el 54% de los casos de EGB infantil. El cribado, los antibióticos profilácticos y la vacuna evitarían el 48% de las infecciones.

## Otras lecturas
- Jenster, Meike; Bonifacio, Sonia L.; Ruel, Theodore; Rogers, Elizabeth E.; Tam, Emily W.; Partridge, John Colin; Barkovich, A. James; Ferriero, Donna M. et al. (1 de julio de 2014). «Maternal or neonatal infection: association with neonatal encephalopathy outcomes». Pediatric Research 76 (1): 93-99. ISSN 0031-3998. PMC 4062582. PMID 24713817. doi:10.1038/pr.2014.47.
- «National Guideline Clearinghouse | Antibiotics for early-onset neonatal infection. Antibiotics for the prevention and treatment of early-onset neonatal infection.». www.guideline.gov. Archivado desde el original el 6 de enero de 2016. Consultado el 15 de enero de 2016.